# SUPER☆GiRLS勝田梨乃の語りーの
SUPER☆GiRLS勝田梨乃の語りーの（スーパーガールズ　かつたりののかたりーの）は、HBCラジオで2012年10月6日から2013年3月30日まで全25回放送されていたラジオ番組。放送時間は土曜日19:30 - 20:00（JST）。

## 出演者

### パーソナリティー
- 勝田梨乃 -（元SUPER☆GiRLS）

#### 過去のアシスタント
- 金澤有希（かなざわ ゆうき） - 元e-Street SAPPORO、元GEMリーダー、元SUPER☆GiRLS（2012年10月6日 - 2013年2月9日）
- 木戸口桜子（きどぐち さくらこ） - e-Street SAPPORO、元SUPER☆GiRLS
- 菊地由花（きくち ゆうか） - 元e-Street SAPPORO

## 概要
- エイベックス所属の女性アイドルグループ「SUPER☆GiRLS」のメンバーで、北海道札幌市出身の勝田梨乃が単独パーソナリティを務めるラジオレギュラー番組であった。アシスタントは、週代わりにiDOL Street e-Street生が担当していた[3]。
- レギュラーとして固定されているコーナーはなく、フリートークと週替わりのコーナーが行われている。基本的な番組の流れはオープニング→1曲目→フリートーク→2曲目→CM（60秒）→コーナー→エンディングである。CM前には「まだまだお話は続きます」と言い、エンディングでは「素敵な週末になりますよーに」と言って締める。

## コーナー
※正式なコーナーは決まっていない。
こんなこと流行ってます（仮）
リスナーの周りで流行っていることを募集するコーナー
勝田梨乃の人生相談
いろいろな経験をしてきた勝田梨乃が、リスナーから送られてきた悩みを解決するコーナー
高校3年生クイズ
昔流行ったこと、現在流行っていること、時事ネタなどを、リスナーがクイズを考えて勝田梨乃に出題するコーナー。クイズが答えられない場合は、北海道放送のキャラクターもんすけクリアファイルに勝田梨乃のサインをいれてプレゼント。答えられた場合は、スタッフが色紙にサインを入れてプレゼントするコーナー
勝田梨乃 対 e-Street生の対決コーナー
リスナーからお題を募集し、対決するコーナー
梨乃と睨めっこ
あまり笑わないパーソナリティ勝田梨乃を、面白いギャグ、ショートコント、アメリカンジョークで笑わせるコーナー

## ゲスト
- 志村理佳・宮﨑理奈・田中美麗・後藤彩・前島亜美（2013年1月26日） - SUPER☆GiRLSのメンバー

## エピソード
- この番組のスタッフの一人の娘が、小さい頃勝田と同じヴァイオリン教室に通っていたという逸話が初回収録時に勝田のブログで明かされている[1]。
- 『SUPER☆GiRLS勝田梨乃の語りーの』初の公開収録が、2013年1月15日(18：30 - )に札幌市内某所で行われ、収録の模様は1月19日に放送された。
- 番組初のゲストは「Music Ribbon」の札幌イベントに参加した、志村理佳、宮﨑理奈、田中美麗、後藤彩、前島亜美となった。この放送では、アシスタントのe-Street生は参加しなかった（2013年1月26日）。
- 番組放送開始時からアシスタントを務めていた金澤有希が、GEMの活動に専念するため、番組を卒業することが発表された（2013年2月9日）。
- 当番組は、2013年3月30日をもって放送終了となることが勝田梨乃本人から発表された（2013年3月16日）。HBCラジオにおけるアイドル番組路線は『根岸愛のもちもち機内放送』（2013年4月7日開始）が後継となる。
- 放送を休止した日は2013年3月23日『プロ野球三都物語 2013パ・リーグ開幕直前スペシャル』放送の為のみで、最終的な放送回数は全25回となった。なお第4回（2012年10月27日）と第5回（2012年11月3日）はプロ野球日本シリーズ・巨人×日本ハム戦放送のため、放送時間が14:30 - 15:00に繰り上げとなった。

## テーマソング
オープニングソング
- メガ★トゥインクル - SUPER☆GiRLS

エンディングソング
- 笑顔の羽根 - SUPER☆GiRLS